# Karel Zlín
Karel Zlín, pseudonyme de Karel Machálek, né le 24 juillet 1937 à Zlín, est un peintre, sculpteur et poète tchèque.

## Biographie
Après avoir étudié les arts appliqués à Uherské Hradiště, il étudie à l'Académie des beaux-arts de Prague auprès de Vlastimil Rada et Karel Soucek entre 1957 et 1963. L'année suivante, il commence à créer, surtout des peintures et des illustrations. Il a conçu des dizaines d'affiches de films.
En plus de ses activités artistiques, Zlín est aussi un poète; sa première collection de poèmes a été publiée en 1969. Ces dernières années il a aussi traduit les travaux d'autres auteurs.
En 1976 il s'installe à Paris et ouvre un studio dans la Rue du Louvre. Dernièrement il a été inspiré dans ses travaux par ses voyages en Égypte. Il a notamment créé la Barque solaire, sculpture exposée dans le jardin du Château de Rambouillet, commande du Ministère de la Culture en 1992.